# Obština Simitli
Obština Simitli (bulharsky Община Симитли) je bulharská jednotka územní samosprávy v Blagoevgradské oblasti. Leží v jihozápadním Bulharsku u hranic se Severní Makedonií, v pohořích Malševska planina (na západě) a Pirin a Rila (na východě) a v mezilehlém údolí Strumy. Správním střediskem je město Simitli, kromě něj zahrnuje obština 17 vesnic. Žije zde přes 13 tisíc stálých obyvatel.

## Sídla
- Brestovo
- Brežani[p 1]
- Černiče[p 1]
- Dokatičevo
- Dolno Osenovo[p 1]
- Gorno Osenovo
- Gradevo[p 1]
- Krupnik[p 1]
- Mečkul
- Polena[p 1]
- Poleto[p 1]
- Rakitna[p 1]
- Senokos
- Simitli[p 2] (sídlo správy)
- Suchostrel
- Sušica
- Troskovo
- Železnica[p 1]

## Sousední obštiny
| Růžice kompasu |                 | Blagoevgrad |        | Růžice kompasu |
| Růžice kompasu |                 | Sever       | Razlog | Růžice kompasu |
| Růžice kompasu | Obština Simitli |             | Razlog | Růžice kompasu |
| Růžice kompasu | Jih             |             | Razlog | Růžice kompasu |
| Růžice kompasu | Kresna          |             |        | Růžice kompasu |

## Obyvatelstvo
V obštině žije 13 589 stálých obyvatel a včetně přechodně hlášených obyvatel 15 340 Podle sčítáni 1. února 2011 bylo národnostní složení následující:
- Bulhaři: 10 691 (94.8 %)
- Romové: 503 (4.5 %)
- Turci: 11 (0.1 %)
- ostatní: 78 (0.7 %)